# Битва при Вади-Марсите
Битва при Вади-Марсите — сражение Сенусийской кампании, произошедшее 7 апреля 1915 года между Санусийским орденом и итальянскими войсками, в котором сануситы одержали громкую победу.

## Предыстория
Командующему военным форпостом Гарьяна полковнику Ганинци было дано указание идти вместе со своими войсками в сторону Мизды, чтобы преследовать сануситов в этих районах и подавить там восстание ливийцев. Полковник покинул Мизду 3 апреля с отрядом из 1400 человек, половина из которых составляли нерегулярные силы, чтобы атаковать отряд сануситов из 400 человек, дислоцированный в Вади-Такья, между Кунтраром и Улад-Аби-Саидом, чтобы противостоять итальянцам. 6 апреля 1915 года итальянцы достигли Вади-Марсита и отправили авангард на разведку, чтобы обнаружить сануситов.

## Ход битвы
Разведывательный отряд так и не обнаружил сануситов, и в 16:00 итальянцы построили лагеря чтобы переночевать там. За это время командующий сануситов Ахмад аль-Сунни выступил со своих позиций и послал несколько разведывательных групп, и пока итальянцы строили свои лагеря, они трижды слышали выстрелы. Это вызвало панику в итальянском лагере, и нерегулярные войска начали бежать из лагеря. Однако их остановили офицеры, которые направили против них оружие, пытаясь заставить их встретиться лицом к лицу с сануситами, что вызвало распри в лагере, продолжавшиеся до поздней ночи, в ходе которых Ганинци был ранен, и команда была отдана Майору Сартирану.
Ночью майор приказал отступить к Мизде; вскоре после первых часов нового дня оставшиеся силы были атакованы сануситами, что вызвало ещё большую панику в рядах. Они бросили своих верблюдов и багаж, и нерегулярные силы начали отделяться от них.

## Последствия
Битва при Вади-Марсите, наряду с битвой при Каср Абу-Хади, стала крупной победой для сануситов, что временно изменило план итальянцев по колонизацию Ливии и заставило их отступить к своим прибрежным колониям. Этот район остался под контролем Ливии до 1924 года. Поражение произошло из-за незнания территории, а в лагере произошли распри, ослабившие армию.